# Викунья Маккенна, Бенхамин
Бенхамин Викунья Маккенна (исп. Benjamín Vicuña Mackenna; 25 августа 1831, Сантьяго — 25 января 1886, Кинтеро) — чилийский историк, публицист, политический деятель.
Один из основателей классической школы в чилийской буржуазной историографии, сторонник либерально-позитивистского направления.
В 1864—1871 годах — депутат Национального конгресса, в 1875 г. был кандидатом на пост президента Чили, в 1876—1883 годах — сенатор. В 1876—1886 годах — лидер Либерально-демократической партии Чили.

## Биография
Сын журналиста и политика Педро Феликса Викуньи и Кармен Маккенны Викуньи, внук генерала Хуана Маккенны, героя войны за независимость Чили. В 1849 году поступил на юридический факультет в Чили. С самого начала своей карьеры сотрудничал с газетой La Tribuna.
В 1851 году он участвовал в революции Педро Урриолы против правительства, был взят в плен и сумел сбежать из тюрьмы с Роберто Супером, переодевшись женщинами. В 1852 году он жил в изгнании в Соединенных Штатах и путешествовал из Сан-Франциско через Мексику и Канаду. Затем он отправился в Европу и изучал агрономию в Англии.
Вернувшись в Чили, в 1856 году Викунья Маккенна получил юридическое образование в Чилийском университете. Вместе с Исидоро Эррасурисом в 1858 году основал газету La Asamblea Constitucional. Был выслан правительством в Великобританию, но ему разрешили вернуться в 1863 году, когда он начал сотрудничать в газете El Mercurio. В 1865 году он пребывал в Нью-Йорке в качестве посланника чилийского правительства и основал газету La Voz de América.

Избранный сенатором на шестилетний срок, в 1872 году Бенхамин Викунья Маккенна был также назначен мэром Сантьяго, посвятив себя изменению облика столицы и проведению общественных собраний, пытаясь подражать европейским тенденциям. 
Его политическая карьера была прервана в 1875 году, когда он выдвинулся на президентские выборы 1876 года от созданной под эту кампанию Либерально-демократической партии, но потерпел поражение от Федерико Эррасуриса Саньярту. Тем не менее, он остался в парламенте, но теперь уже в качестве сенатора от Сантьяго и Кокимбо (1876—1885). Он посвятил остаток жизньи журналистике и писательству, а в 1880 году редактировал El Nuevo Ferrocarril и La Nación. Кроме того, 8 декабря 1879 года он был приведен к присяге в качестве добровольца 3-й роты пожарной охраны Сантьяго и возглавил её.

## Творчество
Как и его современник Бартоломе Митре в Аргентине, Бенхамин Викунья Маккенна представлял интеллектуальный класс южноамериканских земельных элит. Он отстаивал идею либеральной буржуазной республики с широким представительством различных слоёв народа. Выступал за сохранение национального суверенитета, политику протекционизма и развитие национальной горнорудной промышленности. Рассматривал рабочих как важнейший элемент социальной жизни Чили.
Автор большого количества трудов. Наиболее важными работами Викуньи Маккенны являются «Сельское хозяйство в применении к Чили» (La agricultura aplicada a Chile, опубликовано в Лондоне, 1853), «Чили» (Париж, 1855), «Три года странствий» (Tres años de viajes, 1856), «Остракизм Каррера» (Ostracismo de los Carrera, 1857), «История перуанской революции» (Historia de la revolución del Perú, 1860), «Остракизм О’Хиггинса» (Ostracismo de O’Higgins, 1860), «Диего де Альмагро» (Diego de Almagro, 1862), «История администрации Монтта» (Historia de la Administración Montt, 1861—1862), «Жизнь дона Диего Порталеса» (Vida de Don Diego Portales, 1861—1862), «История Сантьяго» (Historia de Santiago, 1868), «История Чили» (Historia de Chile, 1868), «История Вальпараисо» (Historia de Valparaíso, 1868), «Война насмерть» (La guerra a muerte, 1868), «Франсиско Мойен» ('Francisco Moyen, 1868) и десятки других книг по истории, романов и политических эссе, наиболее популярными из которых являются «Санта Люсия», «Американский союз», «Шесть лет в Сенате Чили» и «20 апреля».